# Spoorlijn Braunschweig - Helmstedt
De spoorlijn Braunschweig - Helmstedt is een Duitse spoorlijn in Nedersaksen en is als spoorlijn 1900 onder beheer van DB Netze.

## Geschiedenis
Het traject werd door de Braunschweiger Eisenbahngesellschaft geopend op 15 september 1872.

## Treindiensten
De Deutsche Bahn verzorgt het personenvervoer op dit traject met ICE, IC en RB treinen.
| Serie  | Treinsoort                        | Route | Bijzonderheden |
| ------ | --------------------------------- | --- | --- |
| ICE 3  | InterCityExpress (DB Fernverkehr) | Berlin Hbf – Hannover Hbf – Frankfurt (Main) Hbf – [ Darmstadt Hbf ] / [ Mannheim Hbf – Stuttgart Hbf – Ulm Hbf – Augsburg Hbf – München Hbf ] | |
| ICE 11 | InterCityExpress (DB Fernverkehr) | [ Berlin Ostbahnhof – Berlin Hbf – Berlin-Spandau – Braunschweig Hbf – Hildesheim Hbf – Göttingen – Kassel-Wilhelmshöhe – Fulda – Hanau Hbf – Frankfurt (Main) Hbf ] / [ Wiesbaden Hbf – Mainz Hbf – Worms Hbf ] – Mannheim Hbf – Stuttgart Hbf – Ulm Hbf – Augsburg Hbf – München-Pasing – München Hbf | Één trein van Wiesbaden naar München. |
| ICE 12 | InterCityExpress (DB Fernverkehr) | Berlin Ostbahnhof – Berlin Hbf – Berlin-Spandau – Wolfsburg Hbf – Braunschweig Hbf – Hildesheim Hbf – Göttingen – Kassel-Wilhelmshöhe – Fulda – Hanau Hbf – Frankfurt (Main) Hbf – Mannheim Hbf – Karlsruhe Hbf – Offenburg – Freiburg (Breisgau) Hbf – Basel Bad Bf – Basel SBB – Liestal – Olten – Bern – Thun – Spiez – Interlaken West – Interlaken Ost | |
| IC 55  | Intercity (DB Fernverkehr)        | Dresden Hbf – Riesa – Leipzig Hbf – Flughafen Leipzig/Halle – Halle (Saale) Hbf – Magdeburg Hbf – Braunschweig Hbf – Hannover Hbf – Bielefeld Hbf – Hamm (Westf) – Dortmund Hbf – [ Hagen Hbf – Wuppertal Hbf – Solingen Hbf – Köln Hbf ] / [ Bochum Hbf – Essen Hbf – Mülheim (Ruhr) Hbf – Duisburg Hbf – Düsseldorf Hbf – Köln Hbf – Bonn Hbf – Koblenz Hbf – Mainz Hbf – Mannheim Hbf – Heidelberg Hbf – Stuttgart Hbf – Ulm Hbf – Memmingen – Kempten (Allgäu) Hbf – Immenstadt – Oberstdorf ] | 1x per dag Leipzig - Oberstdorf via Duisburg en Düsseldorf. |
| IC 56  | Intercity (DB Fernverkehr)        | [ [ Norddeich Mole ] / [ Emden Außenhafen ] – Emden Hbf – Leer (Ostfriesl) – Oldenburg (Oldb) Hbf – Bremen Hbf – Hannover Hbf – Braunschweig Hbf ] / [ Warnemünde – Rostock Hbf – Bützow – Bad Kleinen – Schwerin Hbf – Ludwigslust – Wittenberge – Stendal Hbf ] – Magdeburg Hbf – [ Halle (Saale) Hbf – Leipzig Hbf ] / [ Brandenburg Hbf – Potsdam Hbf – Berlin Hbf – Berlin Ostbahnhof – Cottbus ]                                                                                             | Eén trein per dag vanaf Magdeburg Hbf naar Cottbus. Eén trein per dag vanaf Warnemünde. Tussen Norddeich Mole en Bremen Hbf worden ook plaatsbewijzen van het regionale verkeer geaccepteerd. |
| RE 50  | Regional-Express (enno)           | Hildesheim Hbf – Braunschweig Hbf – Wolfsburg Hbf | |
| RB 40  | Regionalbahn (DB Regio Südost)    | Braunschweig Hbf – Helmstedt – Eilsleben – Magdeburg Hbf – Burg – Genthin | Enkele treinen van/naar Genthin; Helmstedt - Burg 1x per twee uur in het weekend. |

## Aansluitingen
In de volgende plaatsen is of was er een aansluiting op de volgende spoorlijnen:
Braunschweig Hauptbahnhof
DB 1730, spoorlijn tussen Hannover en Braunschweig
DB 1901, spoorlijn tussen Braunschweig en Bad Harzburg
DB 1902, spoorlijn tussen Braunschweig en Gifhorn
DB 1905, spoorlijn tussen Braunschweig West en Braunschweig Halzhof
DB 1912, spoorlijn tussen Braunschweig Rangierbahnhof en de aansluiting Okerbrücke
aansluiting Buchhorst
DB 1911, spoorlijn tussen de aansluiting Gabelung en de aansluiting Buchhorst
Weddel
DB 1956, spoorlijn tussen Weddel en Fallersleben
Schandelah
DB 1952, spoorlijn tussen Schandelah en de aansluiting Grafhorst
Helmstedt
DB 1940, spoorlijn tussen Helmstedt en Holzminden
DB 1945, spoorlijn tussen Helmstedt en Oebisfelde
DB 6400, spoorlijn tussen Eilsleben en Helmstedt

## Elektrificatie
Het traject werd in 1976 geëlektrificeerd met een wisselspanning van 15.000 volt 16 2/3 Hz.